# Nammu
Nammu, appelée également Namma (orthographié idéographiquement 𒀭𒇉 dNAMMA = dENGUR), était la déesse primordiale de la mythologie sumérienne.  Elle correspond à Tiamat dans la mythologie babylonienne.
Elle est la déesse de la création, incluant aussi les dieux eux-mêmes. Nammu est la déesse (ou Engur - la mer) ayant donné naissance à An (le Ciel) et Ki (la Terre), les premiers dieux représentant Abzu, l'océan d'eau douce souterrain dans la mythologie sumérienne.
Nammu est également la mère d'Enki, le fils qu'elle a eu avec An. 

Le texte néo-sumérien Enki et Ninmah rapporte comment elle a eu l'idée de la création de l'homme, mission qu'elle a confiée à son fils Enki.
Le culte de Nammu était à son apogée dans la région de Ur vers 3500 av. J.-C. On retrouve le nom de Nammu dans le nom du fondateur de la troisième dynastie d'Ur, Ur-Nammu

## Hommage
Nammu est l'une des 999 femmes dont le nom figure sur le socle de l'œuvre contemporaine de Judy Chicago, The Dinner Party. Elle y est associée à la Déesse primordiale, première convive de l'aile I de la table.